# Греус, Михал
Михал Греус (словац. Michal Hreus; род. 9 марта 1973 года, Жилина, Чехословакия) — бывший словацкий хоккеист, игравший на позиции центрального нападающего. Серебряный призёр чемпионата мира 2000 года, 5-кратный чемпион Словакии.

## Карьера
Выступал за команды «Спарта» (Прага), «Маддогс Мюнхен», «Адлер Мангейм», «Крефельд Пингвин», ХК «Скалица», «Слован» (Братислава), «Лукко» (Раума), МсХК «Жилина», ХК «Литвинов», «Ружинов» (Братислава), «Дукла» (Сеница).
В Словацкой экстралиге провёл 676 игр, набрал 444 очка (156+288), в Чешской экстралиге — 51 игр, 14 очков (6+8), в чемпионатах Финляндии — 23 игры, 7 очков (2+5), в чемпионатах Германии — 195 игр, 98 очков (51+47), в Европейских кубках (Евролига, Кубок чемпионов, Лига чемпионов) — 10 игр, 7 очков (1+6), в словацкой первой лиге — 70 игр, 82 очка (26+56).
В составе национальной сборной Словакии провел 43 матча (9 голов); участник чемпионата мира 2000 (7 матчей, 2+1).
Всего за карьеру в сборной и клубах сыграл 1068 матчей, забил 251 гол.

## Достижения
- Серебряный призер чемпионата мира (2000)
- Чемпион Словакии (2000, 2002, 2006, 2007, 2008)
- Бронзовый призер чемпионата Словакии (2001, 2009)